# Marina García Burgos
Marina García Burgos (Lima, 1968) es una fotógrafa artística y documental, y activista por los derechos humanos peruana.
Estudió en el centro KODAK de Lima (1994), en el Centro Internacional de Fotografía de Nueva York (2011) y en el Central Saint Martins de la Universidad de las Artes de Londres en Inglaterra (2003).
Ha colaborado como fotógrafa con revistas y periódicos como Vogue Latin America, Wallpaper y The Sunday Telegraph (Reino Unido), Die Weltwoche (Alemania), Rolling Stone y Gatopardo (Colombia), El País y Traveler (España), Celeste (México) y Somos y Cosas (Perú).
Ha participado en ferias y exposiciones individuales y colectivas en Lima (Solo Amor, 2006; Lima 130K, 2013; Paisajes Reversibles, 2014; Lima Photo y El Repaje de Marcapata, 2018; Discursos del corazón y Fragmentos sociales, 2020), Chicago (ArtChicago, 2009), Miami (ArteAmericas, 2010), Nueva York (Lima 130K, 2013), Milán (Expo Universal. Museo de las Culturas, 2015), Dubái (Te amo Perú, 2016) y París (Visions du paysage, 2019).

## Proyectos fotográficos

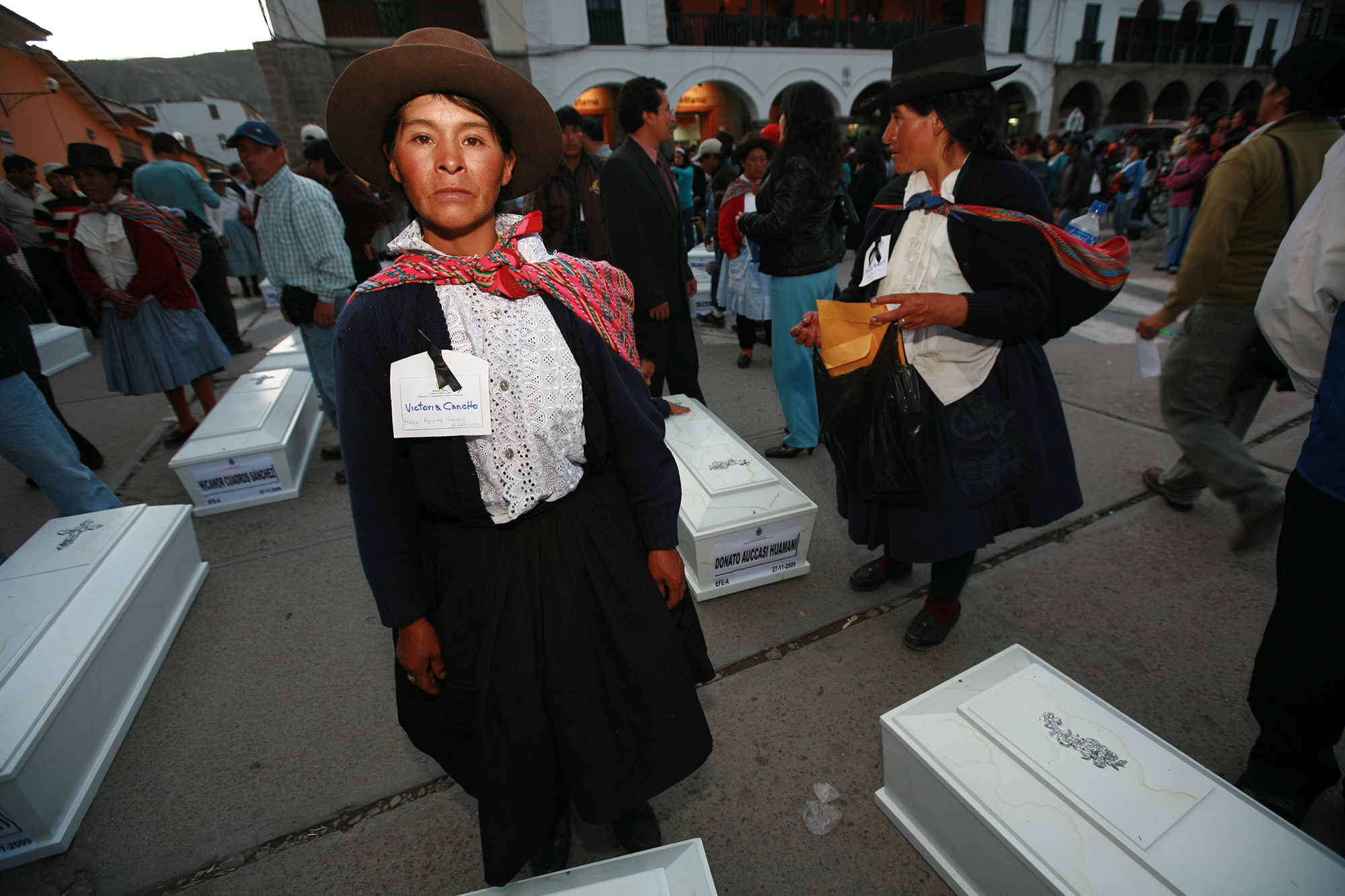
En noviembre de 2009 Marina García Burgos registró la entrega de 105 cuerpos a los familiares de las víctimas del conflicto armado interno; 37 asesinados corresponden a la matanza de Santo Tomás de Pata del 2 de noviembre de 1991.

Los proyectos fotográficos de García Burgos se caracterizan por las temáticas sociales, investigando y registrando temas de racismo, exclusión y violencia.

### Colectivo MR
Con el español Ricardo Ramón formó en el 2005 el Colectivo MR para explorar y comunicar a través del arte acerca de temas de la violencia, la verdad y la reconciliación en Perú. El año 2007 desarrollaron la serie fotografíca Si no existe el más allá la injusticia del pobre se prolonga eternamente que a través de retratos de una familia de tres generaciones de la provincia de Huancayo en donde a través de la técnica fotográfica, la utilización de vestuarios típicos del lugar de origen de la familia y el uso de espacios vinculados a grupos tradicionales de poder en Lima buscó hacer reflexionar a los espectadores sobre la visibilización e invisibilización de las desigualdades y racismo existente en las ciudades del país. La serie fue adquirida por Fototeca Latinoamericana (FOLA) en Buenos Aires, Argentina.

### La chalina de la esperanza
En el año 2009 desarrolló junto al Colectivo Desvela, Paola Ugaz, Morgana Vargas Llosa y asociaciones de familiares de víctimas de desaparición forzada el proyecto fotográfico y de tejido colectivo La chalina de la esperanza. El proyecto surgió en Putis, lugar de la masacre de Putis de 1984, en la región de Ayacucho. La confección de la bufanda buscó conectar a las mujeres con sus familiares desaparecidos, con otras mujeres con similares pérdidas, visibilizar el lenguaje ancestral del tejido y agilizar las reparaciones individuales a las víctimas. El tejido desarrollado tuvo más de 1 km de longitud y fue confeccionado por más de mil familiares de personas desaparecidas en el periodo de violencia 1980 – 2000. Los familiares procedieron de las ciudades de Ayacucho, Chimbote, Lima, Trujillo, Arequipa, Junín y Puno. El proyecto se expuso en el Lugar de la Memoria (LUM) y en el Centro Cultural El Olivar del Distrito de San Isidro el 2010 en Lima,  y en la oficina central del Comité Internacional de la Cruz Roja (CICR) en Ginebra, Suiza, el 2014. El 2015 el Colectivo Desvela y el CICR publicaron el libro Chinchakquna. Los que se perdieron que recoge los testimonios y fotografías del proyecto.